# جان تورسن
جان تورسن (انگلیسی: John Thorsen؛ زادهٔ ۱۱ سپتامبر ۱۹۵۷) دوچرخه‌سوار اهل استرالیا است. وی در بازی‌های المپیک تابستانی ۱۹۷۶ شرکت کرده است.